# Nolichucky River
Der Nolichucky River ist ein Fluss in den US-Bundesstaaten North Carolina und Tennessee.
Er entwässert die Blue Ridge Mountains im westlichen North Carolina und östlichen Tennessee.
Der Nolichucky River entsteht am Zusammenfluss von North Toe River und Cane River nahe der Gemeinde Huntdale.
Der Fluss ist 185 km lang.
Am Flusslauf liegt der 1912 fertiggestellt Nolichucky Dam, welcher den Davy Crockett Lake staut. Er wird seit 1939 von der
Tennessee Valley Authority (TVA) betrieben. Aufgrund des hohen Anteils an Sedimenten musste der Betrieb des Wasserkraftwerks eingestellt werden. Der Damm dient jedoch weiterhin zu Zwecken des Hochwasserschutzes und für Freizeitaktivitäten auf dem abwärtigen Fluss.
Zwischen  Poplar und Unaka Springs befindet sich die Nolichucky River-Schlucht, eine der landschaftlich schönsten in den südlichen USA.
Sie bietet eine technisch anspruchsvolle Wildwasserstrecke.
Der naturbelassen fließende Nolichucky River ist ein beliebtes Wildwassergewässer für Rafting und für Kanuten.
Während Trockenperioden in den Sommermonaten weichen Reiseveranstalter auf den nahe gelegenen Watauga River aus.
Die Tennessee Valley Authority (TVA) reguliert den Wasserfluss des Watauga River durch die
Staudämme Watauga Dam und Wilbur Dam und gewährleistet während der Sommermonate ausreichend Wasser für Wildwasserrafting-Touren.